# Hayam Wuruk
Hayam Wuruk (* 1334; † 1389) war König des Majapahit-Reiches, des letzten großen Hinduimperiums im Malaiischen Archipel.
Ab 1350 bis zu seinem Tod regierte er als König Rajasanagara mit seinem Premierminister Gajah Mada, der bis 1364 das Imperium führte. Im Jahr 1377 besiegten seine Truppen das buddhistische Srivijaya auf Sumatra.